# PlayStation All-Stars Island
PlayStation All-Stars Island é um jogo eletrônico gratuito com vários mini-jogos em estilo crossover, com personagens de várias franquias da PlayStation. O jogo foi desenvolvido pela Zoink e patrocinado pela Coca-Cola Zero. O jogo foi anunciado e lançado em 8 de agosto de 2013 e lançado em territórios europeus selecionados.

## Jogabilidade
O jogo consiste em quatro modos de jogo diferentes, cada um com um personagem diferente respectivamente de uma franquia da Sony Interactive Entertainment. Isso inclui Nathan Drake de Uncharted, Sackboy de LittleBigPlanet, Cole MacGrath de Infamous e Kat de Gravity Rush. Os quatro minijogos jogam se passam como corridas intermináveis, embora cada um tenha elementos separados de suas respectivas séries; Nathan Drake corre por ruínas antigas, Sackboy corre de kart através de níveis semelhantes ao LittleBigPlanet Karting, e Kat mantém sua capacidade de mudar a gravidade.
Dentro dos jogos, o jogador deve direcionar o respectivo personagem através dos estágios do jogo, evitando obstáculos e coletando itens baseados na Coca-Cola. A coleta de itens desbloqueia mais conteúdo, desafios e até participações especiais de outras séries da PlayStation, como Ratchet & Clank, Jak e Daxter e Sackgirl. Conteúdo adicional do jogo pode ser baixado através da leitura de códigos QR em latas reais de Coca-Cola Zero.

## Desenvolvimento
O jogo foi anunciado em 8 de agosto de 2013, como um jogo para celular para plataformas iOS e Android, desenvolvido pela Zoink e patrocinado pela Coca-Cola Zero.PSXBR Foi disponibilizado para download em suas respectivas plataformas no mesmo dia do seu anúncio. O jogo foi lançado em territórios europeus selecionados; A Sony anunciou que não havia planos para o jogo ser lançado na América.

## Recepção
O jogo foi comparado desfavoravelmente a  Halo 4: King of the Hill Refueled by Mountain Dew como um exemplo de publicidade excessiva e flagrante em um jogo eletrônico. The Escapist criticou a publicidade como sendo "desagradável", reclamando de uma representação desfavorável da Coca-Cola para a Sony no jogo, com mais anúncios de Coca do que personagens da Sony.